# Haley Bugeja
Haley Bugeja (Pietà, 5 maggio 2004) è una calciatrice maltese, attaccante dell'Inter e della nazionale maltese.

## Caratteristiche tecniche
Utilizzata come attaccante sia centrale che esterna, è dotata di un buon tiro con il piede sinistro, oltre a velocità e doti nel dribbling e negli inserimenti.

## Carriera

### Club
Nata a Pietà, nell'isola di Malta, nel 2004, è arrivata a giocare in prima squadra con il Mġarr United nella L-Ewwel Diviżjoni Maltija, campionato maltese, a soli 14 anni, disputando in due stagioni 28 gare e realizzando ben 49 reti.
Nel 2020 si è trasferita in Italia, accasandosi al Sassuolo, in Serie A.
Il 1º luglio 2022 viene ufficializzato il suo trasferimento all'Orlando Pride, club professionistico statunitense che la impiegherà dal campionato di National Women's Soccer League 2022.
Il 30 giugno 2023, viene annunciato il suo ingaggio a titolo definitivo da parte dell'Inter per la stagione 2023-2024. Nel giugno del 2025, prolunga il proprio contratto con il club nerazzurro fino al 30 giugno 2029.

### Nazionale
Ha esordito in nazionale under 17 nel 2019, disputando tre gare nelle qualificazioni all'Europeo di categoria di Svezia 2020, poi annullato a causa della pandemia di COVID-19.
Nell'aprile di quello stesso anno, ancora quattordicenne, viene convocata dall'allora commissario tecnico Mark Gatt in nazionale maggiore, in occasione della doppia amichevole prevista contro la Romania, debuttando, da titolare, nel primo dei due incontri in programma, perso 2-0, a Bucarest.
Per una gara in un torneo ufficiale UEFA deve attendere il 5 marzo dell'anno seguente, nella sfida delle qualificazioni all'Europeo di Inghilterra 2022, in casa a Ta' Qali contro la Georgia, vincendo per 2-1, partendo titolare e realizzando la rete del momentaneo 2-0 al 47'.
L'arrivo della nuova selezionatrice Manuela Tesse non influisce sulla fiducia sulla giovane attaccante che, nuovamente in rosa da titolare al suo primo impegno da ct viene ricambiata nella scelta con la doppietta che Bugeja sigla nella vittoria per 2-1 in amichevole sul Lussemburgo.

## Statistiche

### Presenze e reti nei club
Statistiche aggiornate al 10 maggio 2025.
| Stagione             | Squadra              | Campionato           | Campionato | Campionato | Coppe nazionali | Coppe nazionali | Coppe nazionali | Coppe continentali | Coppe continentali | Coppe continentali | Altre coppe | Altre coppe | Altre coppe | Totale | Totale |
| Stagione             | Squadra              | Comp                 | Pres       | Reti       | Comp            | Pres            | Reti            | Comp               | Pres               | Reti               | Comp        | Pres        | Reti        | Pres   | Reti   |
| -------------------- | -------------------- | -------------------- | ---------- | ---------- | --------------- | --------------- | --------------- | ------------------ | ------------------ | ------------------ | ----------- | ----------- | ----------- | ------ | ------ |
| 2020-2021            | Sassuolo             | A                    | 18         | 12         | CI              | 2               | 0               | -                  | -                  | -                  | -           | -           | -           | 20     | 12     |
| 2021-2022            | Sassuolo             | A                    | 12         | 3          | CI              | 2               | 0               | -                  | -                  | -                  | SI          | 1           | 0           | 15     | 3      |
| Totale Sassuolo      | Totale Sassuolo      | Totale Sassuolo      | 30         | 15         | -               | 4               | 0               | -                  | -                  | -                  | -           | 1           | 0           | 35     | 15     |
| 2022                 | Orlando Pride        | NWSL                 | 3          | 0          | CC              | -               | -               |                    | -                  | -                  |             | -           | -           | 3      | 0      |
| 2023                 | Orlando Pride        | NWSL                 | 1          | 0          | CC              | 1               | 0               |                    | -                  | -                  |             | -           | -           | 2      | 0      |
| Totale Orlando Pride | Totale Orlando Pride | Totale Orlando Pride | 4          | 0          | -               | 1               | 0               |                    | -                  | -                  |             | -           | -           | 5      | 0      |
| 2023-2024            | Inter                | A                    | 22         | 4          | CI              | 0               | 0               |                    | -                  | -                  |             | -           | -           | 22     | 4      |
| 2024-2025            | Inter                | A                    | 24         | 1          | CI              | 3               | 2               | -                  | -                  | -                  | -           | -           | -           | 27     | 3      |
| Totale Inter         | Totale Inter         | Totale Inter         | 46         | 5          | -               | 3               | 2               |                    | -                  | -                  |             | -           | -           | 49     | 7      |
| Totale carriera      | Totale carriera      | Totale carriera      | 80         | 20         | -               | 8               | 2               | -                  | -                  | -                  | -           | 1           | 0           | 89     | 22     |

### Cronologia presenze e reti in nazionale
| Cronologia completa delle presenze e delle reti in nazionale ― Malta | Cronologia completa delle presenze e delle reti in nazionale ― Malta | Cronologia completa delle presenze e delle reti in nazionale ― Malta | Cronologia completa delle presenze e delle reti in nazionale ― Malta | Cronologia completa delle presenze e delle reti in nazionale ― Malta | Cronologia completa delle presenze e delle reti in nazionale ― Malta | Cronologia completa delle presenze e delle reti in nazionale ― Malta | Cronologia completa delle presenze e delle reti in nazionale ― Malta |
| Data                                                                 | Città                                                                | In casa                                                              | Risultato                                                            | Ospiti                                                               | Competizione                                                         | Reti                                                                 | Note                                                                 |
| -------------------------------------------------------------------- | -------------------------------------------------------------------- | -------------------------------------------------------------------- | -------------------------------------------------------------------- | -------------------------------------------------------------------- | -------------------------------------------------------------------- | -------------------------------------------------------------------- | -------------------------------------------------------------------- |
| 17-1-2020                                                            | Ta' Qali                                                             | Malta                                                                | 1 – 2                                                                | Turchia                                                              | Amichevole                                                           | 1                                                                    |                                                                      |
| 5-3-2020                                                             | Ta' Qali                                                             | Malta                                                                | 2 – 1                                                                | Georgia                                                              | Qual. Euro 2022                                                      | 1                                                                    | 89’                                                                  |
| 10-3-2020                                                            | Ta' Qali                                                             | Malta                                                                | 2 – 3                                                                | Bosnia ed Erzegovina                                                 | Qual. Euro 2022                                                      | -                                                                    |                                                                      |
| 22-9-2020                                                            | Ta' Qali                                                             | Malta                                                                | 0 – 8                                                                | Danimarca                                                            | Qual. Euro 2022                                                      | -                                                                    | 75’                                                                  |
| 26-11-2020                                                           | Tbilisi                                                              | Georgia                                                              | 0 – 4                                                                | Malta                                                                | Qual. Euro 2022                                                      | 3                                                                    | 64’                                                                  |
| 1-12-2020                                                            | Ramat Gan                                                            | Israele                                                              | 0 – 2                                                                | Malta                                                                | Qual. Euro 2022                                                      | 1                                                                    | 90+1’                                                                |
| 10-6-2021                                                            | Ta' Qali                                                             | Malta                                                                | 1 – 2                                                                | Montenegro                                                           | Amichevole                                                           | -                                                                    | 46’                                                                  |
| 26-11-2021                                                           | Ta' Qali                                                             | Malta                                                                | 0 – 2                                                                | Montenegro                                                           | Qual. Mondiali 2023                                                  | -                                                                    | 46’                                                                  |
| 30-11-2021                                                           | Zenica                                                               | Bosnia ed Erzegovina                                                 | 1 – 0                                                                | Malta                                                                | Qual. Mondiali 2023                                                  | -                                                                    |                                                                      |
| 16-2-2022                                                            | Paola                                                                | Malta                                                                | 3 – 1                                                                | Moldavia                                                             | Amichevole                                                           | 1                                                                    |                                                                      |
| 19-2-2022                                                            | Paola                                                                | Malta                                                                | 0 – 1                                                                | Marocco                                                              | Amichevole                                                           | -                                                                    |                                                                      |
| 2-9-2022                                                             | Ta' Qali                                                             | Malta                                                                | 0 – 2                                                                | Azerbaigian                                                          | Qual. Mondiali 2023                                                  | -                                                                    |                                                                      |
| 6-9-2022                                                             | Podgorica                                                            | Montenegro                                                           | 0 – 2                                                                | Malta                                                                | Qual. Mondiali 2023                                                  | -                                                                    |                                                                      |
| 17-2-2023                                                            | Ta' Qali                                                             | Malta                                                                | 2 – 1                                                                | Lussemburgo                                                          | Amichevole                                                           | 2                                                                    |                                                                      |
| 20-2-2023                                                            | Ta' Qali                                                             | Malta                                                                | 3 – 1                                                                | Lussemburgo                                                          | Amichevole                                                           | -                                                                    |                                                                      |
| 7-4-2023                                                             | Tallinn                                                              | Estonia                                                              | 1 – 2                                                                | Malta                                                                | Amichevole                                                           | 1                                                                    | 90’                                                                  |
| 22-9-2023                                                            | Jūrmala                                                              | Lettonia                                                             | 0 – 1                                                                | Malta                                                                | UEFA Women's Nations League 2023-2024 - 1° turno                     | 1                                                                    |                                                                      |
| 26-9-2023                                                            | Ta' Qali                                                             | Malta                                                                | 2 – 0                                                                | Moldavia                                                             | UEFA Women's Nations League 2023-2024 - 1° turno                     | 2                                                                    |                                                                      |
| 27-10-2023                                                           | Ta' Qali                                                             | Malta                                                                | 5 – 0                                                                | Andorra                                                              | UEFA Women's Nations League 2023-2024 - 1° turno                     | 2                                                                    |                                                                      |
| 31-10-2023                                                           | Andorra La Vella                                                     | Andorra                                                              | 0 – 3                                                                | Malta                                                                | UEFA Women's Nations League 2023-2024 - 1° turno                     | 3                                                                    |                                                                      |
| 1-12-2023                                                            | Chișinău                                                             | Moldavia                                                             | 0 – 0                                                                | Malta                                                                | UEFA Women's Nations League 2023-2024 - 1° turno                     | -                                                                    |                                                                      |
| 5-12-2023                                                            | Ta' Qali                                                             | Malta                                                                | 2 – 1                                                                | Lettonia                                                             | UEFA Women's Nations League 2023-2024 - 1° turno                     | -                                                                    |                                                                      |
| 22-2-2024                                                            | Paola                                                                | Malta                                                                | 2 – 0                                                                | Fær Øer                                                              | Amichevole                                                           | 1                                                                    | 86’                                                                  |
| 25-2-2024                                                            | Paola                                                                | Malta                                                                | 1 – 1                                                                | Bielorussia                                                          | Amichevole                                                           | -                                                                    |                                                                      |
| 5-4-2024                                                             | Belfast                                                              | Irlanda del Nord                                                     | 0 – 0                                                                | Malta                                                                | Qual. Euro 2025                                                      | -                                                                    |                                                                      |
| 9-4-2024                                                             | Ta' Qali                                                             | Malta                                                                | 0 – 2                                                                | Portogallo                                                           | Qual. Euro 2025                                                      | -                                                                    | 90+2’                                                                |
| 31-5-2024                                                            | Ta' Qali                                                             | Malta                                                                | 0 – 1                                                                | Bosnia ed Erzegovina                                                 | Qual. Euro 2025                                                      | -                                                                    | 90’                                                                  |
| 4-6-2024                                                             | Zenica                                                               | Bosnia ed Erzegovina                                                 | 2 – 1                                                                | Malta                                                                | Qual. Euro 2025                                                      | -                                                                    | 74’                                                                  |
| 12-7-2024                                                            | Ta' Qali                                                             | Malta                                                                | 0 – 2                                                                | Irlanda del Nord                                                     | Qual. Euro 2025                                                      | -                                                                    | 35’                                                                  |
| 25-10-2024                                                           | Roma                                                                 | Italia                                                               | 5 – 0                                                                | Malta                                                                | Amichevole                                                           | -                                                                    | 88’                                                                  |
| 29-11-2024                                                           | Ta' Qali                                                             | Malta                                                                | 1 – 3                                                                | Ungheria                                                             | Amichevole                                                           | 1                                                                    |                                                                      |
| 3-12-2024                                                            | Ta' Qali                                                             | Malta                                                                | 1 – 1                                                                | Ungheria                                                             | Amichevole                                                           | 1                                                                    |                                                                      |
| 21-2-2025                                                            | Larnaca                                                              | Cipro                                                                | 2 – 1                                                                | Malta                                                                | UEFA Women's Nations League 2025 - 1° turno                          | -                                                                    | 82’                                                                  |
| 25-2-2025                                                            | Ta' Qali                                                             | Malta                                                                | 1 – 0                                                                | Andorra                                                              | UEFA Women's Nations League 2025 - 1° turno                          | -                                                                    | 81’                                                                  |
| 4-4-2025                                                             | Tblisi                                                               | Georgia                                                              | 2 – 3                                                                | Malta                                                                | UEFA Women's Nations League 2025 - 1° turno                          | 1                                                                    | 90+3’                                                                |
| 8-4-2025                                                             | Ta' Qali                                                             | Malta                                                                | 2 – 1                                                                | Georgia                                                              | UEFA Women's Nations League 2025 - 1° turno                          | 1                                                                    |                                                                      |
| 30-5-2025                                                            | Ta' Qali                                                             | Malta                                                                | 1 – 0                                                                | Cipro                                                                | UEFA Women's Nations League 2025 - 1° turno                          | 1                                                                    | 50’ 90+3’                                                            |
| Totale                                                               |                                                                      | Presenze                                                             | 37                                                                   |                                                                      | Reti                                                                 | 24                                                                   |                                                                      |

## Palmarès
- Miglior giovane della Serie A: 1

2020-2021